# Brugmansia dolichocarpa
Brugmansia dolichocarpa là loài thực vật có hoa trong họ Cà. Loài này được Lagerh. mô tả khoa học đầu tiên năm 1895.